# Solter illustris
Solter illustris är en insektsart som beskrevs av Hölzel 2001. Solter illustris ingår i släktet Solter och familjen myrlejonsländor. Inga underarter finns listade i Catalogue of Life.